# Тубільцівська загальноосвітня школа
Тубільцівська загальноосвітня школа І-ІІІ ступенів — освітній заклад у Черкаському районі Черкаської області.

## Історія
Школа відкрита 1868 р. як церковно-приходська.
Станом на 1880 р. у ній навчалося приблизно 15 осіб. Школа розташовувалася в хаті, яка пустувала, біля церкви. Тут можна було послухати як читає дяк «Граматки» — книжка, в якій було розміщено декілька невеликих молитов слов'янською мовою: «Часослів», «Закон Божий», «Псалтир», «Євангеліє», «Новий завіт». З цього, як вважається, почалася історія школи.
На початку ХХ століття збудували нове приміщення школи. В 1905 році на роботу до школи прийшов 18-річний учитель Федір Федорович Купчиков. У нього були збірники Пушкіна, Лермонтова, Нікітіна, Некрасова. Дітям, які вміли читати, він давав їх додому, де діти читали їх батькам, дідусям, бабусям. Ф. Ф. Купчиков вчителював у Тубільській школі 15 років (до 1920). В 1916 році з'явилась учителька — Тетерська, дочка об'їждчика Мошенського лісництва.
У 1920 році Купчиков виїхав з Тубілець під тиском місцевого повстанського загону, в село він повернувся тільки після Другої світової війни. Працював у Тубільській, а потім у Первомайській школі. Працював педагогом більше 50-ти років, нагороджений Орденом Леніна. В 1960 році Ф. Ф. Купчикова не стало.
До Другої світової війни діти навчалися в пристосованих приміщеннях. Технічні засоби навчання і обладнання були майже відсутніми. У 1930-тих роках діяла семирічна школа колгоспної молоді (ШКМ), в якій навчалося близько 40 дітей. Шкільна бібліотека заснована в 1957 році. Першим бібліотекарем у ній була Марія Іванівна Джулай.

## Сучасність
У 2017 році перестали функціонувати школи в сусідніх селах — Хрещатику та Березняках і з цього часу учнів з цих сіл почали возити шкільним автобусом у Тубільцівську загальноосвітню школу І-ІІІ ступенів. Нині в школі навчається 194 учнів.

## Відомі випускники
Н. А. Гошуренко, А. М. Розсоха, С. Г. Смірнова, В. П. Надточій, А. М. Гаркуша, Л. П. Колісник, Г. І. Коваль, О. М. Здір, І. В. Безверхий, Ф. І. Шевченко.